# Darsi
Darsi fou un estat tributari protegit del tiùs zamindari, feudatari de Venkatagiri al modern districte de Nellore a l'estat d'Andhra Pradesh, abans a la presidència de Madras. Estava format per un tehsil. La superfície era de 1595 km² i la població el 1901 de 82.459 habitants repartits en 118 pobles. Estava creuat pels rius Gundlakamma i Musi.